# اکبر احمدپور
اکبر احمدپور (۱۰ مرداد ۱۳۳۷ – ۱۹ خرداد ۱۴۰۴) روحانی و سیاستمدار کهنه‌کار ایرانی بود. وی هم‌اکنون دانشیار و عضو هیئت علمی رسمی گروه فقه و حقوق دانشگاه فردوسی می‌باشد. احمدپور توانست در یازدهمین انتخابات مجلس شورای اسلامی با کسب ۶۳ هزار و ۹۹۴ رای (٪ ۶۲/۹) از مجموع ۱۰۱ هزار و ۶۹۳ رای صحیح ماخوذه، از حوزه انتخابیه خواف و رشتخوار استان خراسان رضوی انتخاب گردید.

## سوابق
- مسئول سازمان تبلیغات اسلامی استان سیستان و بلوچستان
- امام جمعه موقت استان سیستان و بلوچستان
- مشاور فرهنگی استاندار استان سیستان و بلوچستان
- مسئول دفتر نهاد رهبری در دانشگاه علوم پزشکی سیستان و بلوچستان
- عضو هیئت علمی  دانشگاه  سیستان و بلوچستان
- مسئول نهاد رهبری در دانشگاه فردوسی مشهد
- مسئول حوزه علمیه شهید بهشتی مشهد
- عضو هیئت علمی رسمی دانشگاه فردوسی مشهد[۵]
- مسئول شورای هماهنگی تبلیغات اسلامی استان سیستان و بلوچستان
- مسئول ستاد اقامه نماز استان سیستان و بلوچستان